# Smile (canción de Scarface)
«Smile» es el primer sencillo del cuarto álbum de Scarface The Untouchable. Fue producido por Scarface, Mike Dean y Tone Capone e incluye una colaboración póstuma de 2Pac, además del cantante de R&B Johnny P. "Smile" fue un éxito, convirtiéndose en el sencillo de Scarface que más alto ha llegado en las listas, alcanzando el puesto 12 en la Billboard Hot 100. El 8 de agosto de 1997, "Smile" fue certificado oro por la RIAA, siendo la única canción de Scarface en lograrlo.

## Lista de canciones
1. «Smile» (Álbum Versión) - 5:23
2. «Smile» (Instrumental) - 4:47
3. «Smile» (Acappella)
4. «Untouchable» (Radio Edit) - 3:38
5. «Untouchable» (Instrumental) - 3:59

## Posiciones
| Lista                                           | Posición |
| ----------------------------------------------- | -------- |
| U.S. Billboard Hot 100                          | 12       |
| U.S. Billboard Hot R&B/Hip-Hop Singles & Tracks | 4        |
| U.S. Billboard Hot Rap Singles                  | 2        |
| U.S. Billboard Rhythmic Top 40                  | 31       |